# Salvation (Arrow)
Salvation es el décimo octavo episodio de la primera temporada de la serie estadounidense de drama y ciencia ficción, Arrow. El episodio fue escrito por Drew Z. Greenberg y Wendy Mericle, y dirigido por Nick Copus y fue estrenado el 27 de marzo de 2013 en Estados Unidos por la cadena CW. En Latinoamérica, Warner Channel estrenó el episodio el 15 de abril de 2013.
Un residente enojado de Los Glades que se hace llamar "El Salvador" se embarca en una juerga de secuestro y asesinato para castigar a los que cree que han perjudicado a los residentes de su barrio. Para empeorar las cosas, transmite estos asesinatos en línea y afirma que se inspiró en las acciones del Vigilante. Oliver, horrorizado por esta declaración, se compromete a detenerlo, pero su persecución se intensifica después de que Thea acude en lágrimas a él y le dice que Roy ha sido secuestrado. Laurel se sorprende cuando su padre empieza a creer las afirmaciones de su madre de que Sarah sigue viva. Mientras tanto, Malcolm le dice a Moira que está a punto de encontrar a la persona responsable de su intento de asesinato, en su desesperación Moira inculpa a alguien más.

## Argumento
Un nuevo Vigilante bajo el nombre de "El Salvador" aparece en Starling City y secuestra a uno de los objetivos de Oliver que recientemente fue absuelto de cargos criminales sólo porque sobornó al Fiscal de Distrito. "El Salvador" comienza una transmisión en línea en vivo y logra que el hombre confiese sus crímenes para después quitarle la vida de un disparo. Poco después, "El Salvador" secuestra al Fiscal y transmite el interrogatorio, al terminar, le da algunos minutos para preparar su defensa, tiempo en el cual, Felicity rastrea la ubicación para que Oliver pueda detenerlo. Sin embargo, la señal está en movimiento, lo que provoca que Oliver sea incapaz de dar con el lugar exacto e impedir el asesinato del Fiscal, razón por la cual Felicity se siente responsable.
Para empeorar las cosas, "El Salvador" afirma que se inspiró en las acciones del Vigilante. Oliver, horrorizado por esta declaración, se compromete a detenerlo, pero su persecución se intensifica después de que Thea acude en lágrimas a él y le dice que Roy ha sido secuestrado. Felicity averigua que la verdadera identidad del misterioso hombre es Joseph Falk, un extrabajador de la línea del metro de la ciudad. Diggle descubre que Falk realiza sus transmisiones a bordo de uno de los vagones y esa es la razón por la cual la señal que Felicity rastreaba estaba en continuo movimiento, permitiendo esta vez a Oliver llegar a tiempo para salvarle la vida a Roy.
Después, Oliver se da cuenta de los planes de la organización secreta implican The Glades, un barrio lleno de pobreza y delincuencia. Laurel se sorprende cuando su padre empieza a creer las afirmaciones de su madre de que Sarah sigue viva, pero les demuestra que están equivocados. Mientras tanto, Malcolm le confiesa Moira que se ha puesto en contacto con la tríada China para saber la identidad de quien quiso asesinarlo. En su desesperación, Moira culpa a Frank Chen, quien es asesinado por el Arquero Oscuro, quien le agradece a Moira por su lealtad hacia Malcolm. Por otra parte, en el flashback a la isla, Oliver y Slade logran rescatar a Shado, la hija de Yao Fei pero pierden su ventaja contra Fyers.

## Elenco
- Stephen Amell como Oliver Queen.
- Katie Cassidy como Dinah Laurel Lance.
- Colin Donnell como Tommy Merlyn.
- David Ramsey como John Diggle.
- Willa Holland como Thea Queen.
- Susanna Thompson como Moira Queen.
- Paul Blackthorne como el detective Quentin Lance.

## Continuidad
- Yao Fei y Shado fueron vistos anteriormente en The Odyssey.
- Malcolm Merlyn y Frank Chen fueron vistos anteriormente en Dead to Rights.
- El episodio marca la primera y única aparición de Joseph Falk.
- Joseph Falk revela que sus acciones son inspiradas por las de El Vigilante.
- Dinah Lance revela que su hogar se encuentra en Ciudad Central.

- Ciudad Central es una ciudad ficticia del Universo DC y hogar de Barry Allen.
- El 30 de julio de 2013 se dio a conocer que en la segunda temporada, Barry Allen será introducido como personaje recurrente y que el episodio 20 servirá como piloto de una serie basada en Flash.

- Joseph Falk y Frank Chen mueren en este episodio.

## Desarrollo

### Producción
La producción de este episodio comenzó el 30 de enero y terminó el 7 de febrero de 2013.

### Filmación
El episodio fue filmado del 8 al 20 de febrero de 2013.

## Recepción

### Recepción de la crítica
Jesse Schedeen de IGN, calificó al episodio de grandioso y le otorgó una puntuación de 8.3, comentando: "Yo no estaba muy interesado en "The Huntress Returns", pero "Salvation" resultó ser una vuelta a la forma de la serie. Si el argumento tenía todavía un poco de hacinamiento, por lo menos las diversas piezas se sintieron mejor integradas con los otros y el conflicto global más centrado. "Salvation" entregó algunos progresos significativos en varios frentes, sobre todo de los cuales es la participación de Roy Harper y su evolución continua de matón callejero al fiel compañero. Por lo que yo sé, El Salvador no se basa en ningún personaje de DC Comics pre-existente y me di cuenta que realmente no hace daño para el show crear de vez en cuando sus propios villanos y preocuparse menos acerca de la adaptación de tantos personajes de DC como sea posible". Sobre la actuaciones comenta: "Una semana fuerte para Felicity, que tuvo su primer contacto real con el fracaso en la lucha contra El Salvador, lo que dio lugar a que mostrara un lado más auténtico y emocional de sí misma. Aunque algo divorciado del resto de la trama, me gustó mucho más el conflicto de Moira de todo el material de esta semana. Ella está en una situación bastante desesperada a raíz de su fallido golpe en Malcolm Merlyn. Y después de luchar durante la primera parte de esta temporada para decidir si era un personaje vale la pena invertir emocionalmente, no tengo ningún reparo ahora. Estaba claro desde el principio que Moira se vería obligado a sacrificar a Frank para mantener su tapadera. Pero como ella dijo, "No hay nada que no haría para proteger a mis hijos". Su crisis emocional al final fue sin duda el mejor desempeño de Susanna Thompson hasta ahora".
Paloma Garrón de TodoSeries.com, otorgó al episodio una calificación de 3.5 sobre 5, diciendo: "En general, otro buen episodio que nos deja varias tramas abiertas: Malcolm, Moira y The Undertaking, Shado uniéndose a los chicos en la isla, Oliver acercándose a Laurel y Roy Harper con ganas de encontrar a The Hood." Y también elogia la actuación de Susanna Thompson, comentando: "Como imaginaba, Moira se ha librado una vez más, aunque esta vez ha estado tan cerca y le ha afectado tanto que hasta parecía tener corazón. Susanna Thompson, nos ha dado una muy buena actuación en el coche, con la sangre de su amigo aún fresca. Ha logrado que, a pesar del desprecio que le tengo, Moira incluso me diera un poco de pena".

### Recepción del público
El episodio fue visto por 2.65 millones de espectadores, recibiendo 0.9 millones entre los espectadores entre 18-49 años.